# High Speed 2
A High Speed 2 egy építés alatt álló belföldi nagysebességű vasútvonal Angliában, mely Londonból kiindulva érinti Birminghamet. A vonal későbbi végállomása Glasgow vagy Edinburgh lesz. A vasút normál nyomtávú, kétvágányos, 25 kV 50 Hz-cel villamosított, 360 km/h sebességre lesz alkalmas, de a vonatok tervezett menetrendszerű sebessége csak 330 km/h lesz. A vasút tervezett átadása 2029-2033 között.
A vonal a Staffordshire déli részén fekvő Handsacre és London között fog haladni, egy birminghami mellékvonallal. A HS2 lesz Nagy-Britannia második célzottan épített nagysebességű vasútja a Londont a Csatorna-alagúttal összekötő High Speed 1 után. Londont és Birminghamet közvetlenül az új nagysebességű pálya fogja kiszolgálni, a Glasgow, Liverpool és Manchester felé közlekedő járatok pedig az új nagysebességű pálya és a meglévő West Coast Main Line kombinációját fogják használni. A projekt nagy része a tervek szerint 2033-ra készül el.
Az új pálya London Euston és a dél-stafordshire-i Lichfield közelében fekvő Handsacre között épül, ahol egy csomópont csatlakozik az észak-déli irányú West Coast Main Line-hoz. Új állomások létesülnek a London északnyugati részén található Old Oak Commonban, a Solihull közelében lévő Birmingham Interchange-ben és Birmingham belvárosában. A vonatok maximális sebessége 360 km/h lesz, amikor a HS2 pályán közlekednek, míg a hagyományos pályán 201 km/h sebességre csökken.
Az új vonal hossza jelentősen csökkent a 2013-as bejelentés óta. Eredetileg a birminghami csomóponttól északra keleti és nyugati ágra oszlott volna; a keleti ág a Midland Main Line és az East Coast Main Line vonalakhoz csatlakozott volna, egy leedsi végállomáshoz vezető ággal, a nyugati ág pedig a West Coast Main Line-hoz csatlakozott volna Crewe-nél és Wigantől délre, valamint egy manchesteri végállomáshoz vezető ággal. 2021 novembere és 2023 októbere között a projektet fokozatosan leépítették, míg végül csak a Londonból Handsacre és Birminghambe tartó szakasz maradt meg.
A projektnek támogatói és ellenzői egyaránt vannak. A HS2 támogatói úgy vélik, hogy a biztosított többletkapacitásnak köszönhetően az utasok száma a COVID-19 előtti szintre emelkedik, miközben a vasútra való további átállást ösztönzi. Az ellenzők úgy vélik, hogy a projekt sem környezetvédelmi, sem pénzügyi szempontból nem fenntartható.

## Története
2008-ban még elképzelhetetlen lett volna, azonban 2009-ben már a válság ellenére is három párti konszenzus látszik kibontakozni a High Speed 2 (HS2) szükségességéről. A nyomvonalat az azonos nevű tervezőiroda 2010 elejére készíti el, azután kezdődhet a társadalmi vita. A vonal Londonból (Heathrow esetleges érintésével) északnyugat fele West Midlands / Birmingham felé vezetne a vonal, és utána bármerre is folytatódik, hosszú távon Glasgow-ba és Edinburgh-ba is el kell érnie. A Transport Politicon megjelent egy S alakú vonal: a liverpooli elágazástól eltekintve egyetlen vonalra van felfűzve Nagy-Britannia összes nagyvárosa.
A technológia várhatóan a francia TGV-re alapul majd (a Maglev minden országban felmerül, de igazából sehol nincsen értelme, ahol már léteznek hagyományos  vasútvonalak a belvárosokban), legalább 300 km/h lesz a pálya sebessége, kétszintes vonatokra méretezett űrszelvényben és a világon elsőként eleve négy vágánynak elegendő pályában gondolkoznak. Mindezt Guillaume Pepy, a francia vasút elnökének javaslatára, aki úgy fogalmazott, tanulnia kell Nagy-Britanniának Franciaország "hibáiból", és nem szabad alábecsülnie a HSL-ek sikerét, és akár 360 km/h-ra és nagysebességű teherszállításra is érdemes lenne gondolni. Franciaországnak ugyanis mind a délkeleti, mind a vadonatúj LGV Est Párizs-Strasbourg vonalon kapacitást kell bővítenie, ami csak új, párhuzamos pályákkal lesz megoldható.
Nagy siker, hogy sikerült a belföldi nagysebességű vasút témáját beemelni a mindennapi brit közbeszédbe.[forrás?]
Kiemelkedő szerepe van a HS2-ben Lord Andrew Adonisnak, a brit közlekedési miniszternek. A bevallottan vasútbarát Adonis kitartóan lobbizik a HS2-ért, olyannyira, hogy az ellenzéki pártok árnyékminisztereivel is sikerült egyezségre jutnia az alapelvekben. A fenti két vasútvonalra hivatkozva támogatja az új építést, úgy fogalmazott: "Nagy-Britannia találta fel a vasutat és exportálta a világnak. Nagyszerű lenne, ha a 21. században vezető szerepünk lehetne a nagysebességű vasútban".